# NGC 281
Az NGC 281 egy nyílthalmaz Cassiopeia csillagképben.

## Felfedezése
Edward Barnard fedezte fel 1881. november 16-án.

## Tudományos adatok
Az NGC 281-et egy emissziós köd vesz körül. Az NGC 281 egy Bok-globula az IC 1591 jelzésű, pár száz fiatal csillagból álló halmazában.
A Bok-globulák 10-50 naptömegű, egy fényévnél általában kisebb átmérőjű, átlátszatlan molekulafelhők. Sokan, nagy csoportokban fordulnak elő, és a kiterjedt csillagközi molekulafelhők kisebb anyagcsomóiként jönnek létre.

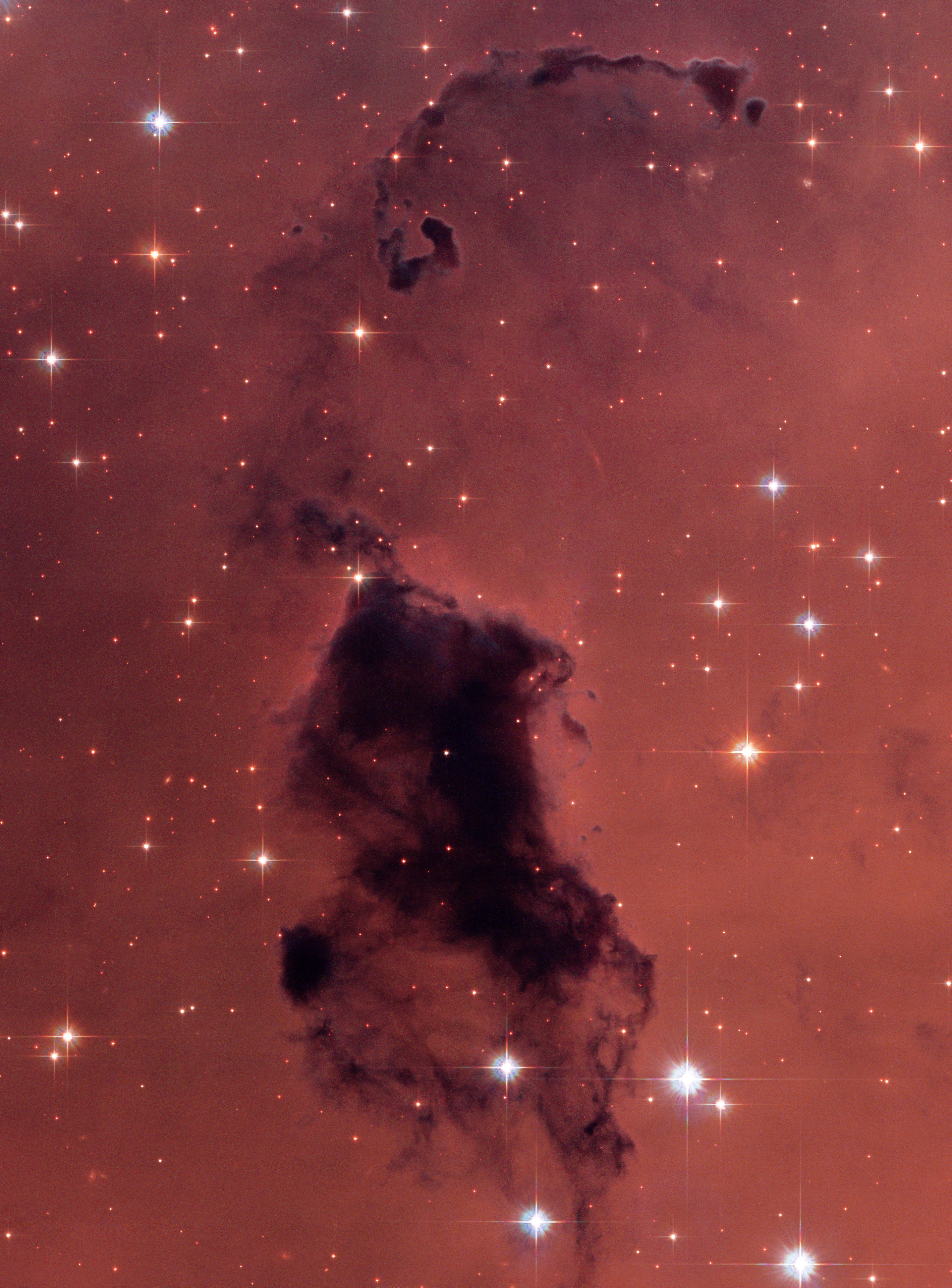
Az NGC 281 jelzésű Bok-globula sötét képe az IC 1591 halmazban. A felvétel egy 2,4 ívmásodperc széles területet ábrázol, amely a valóságban 6,5 fényévnek felel meg. A képet a hidrogén emissziójára, a kék, a vörös és a zöld színekre hangolt szűrőkkel rögzített felvételeket összeadva nyerték.

Az egyre növekvő gravitációs terüknek köszönhetően még több anyagot szívnak magukba, míg végül átesnek a kritikus ponton és a saját gravitációs terük révén még jobban összezsugorodnak. Fejlődésük végén csillag vagy csillagok születhetnek belőlük.
Az ilyen és ehhez hasonló csillagkeletkezési régiók kulcsszerepet játszanak az anyagnak a csillag- és bolygókeletkezést megelőző kémiai fejlődésében.

## Megfigyelési lehetőség
7 magnitúdós csillagok alkotta egyenlő oldalú háromszögben található. Megfigyelése kiváló égbolton 32 cm-es távcsövet és kitartást igényel. A ködösség nagyjából akkora területen oszlik el, mint a telehold.

## Lásd még
- Bok-globula